# Trachypteryx acanthotecta
Trachypteryx acanthotecta is een vlinder uit de familie snuitmotten (Pyralidae). De wetenschappelijke naam van deze soort is voor het eerst geldig gepubliceerd in 1927 door Rebel.
De soort komt voor in tropisch Afrika.